# ラップランド (芸能事務所)
株式会社ラップランドは、宮城県仙台市に本拠を置き、アーティストマネージメント、ライブの企画制作、レコードレーベル「LAPLAND」の運営などを行う総合音楽会社である。

## 創立
支店経済都市である仙台市には中央資本のレコード会社20社が営業所を構えていたが、2000年（平成12年）度にそれら全てが閉鎖されたことで、東北地方の音楽市場にはニッチが生まれた。このニッチ市場に参入した企業の1つがラップランドである。
のちにラップランドの社長となる小林英樹は、日本コロムビアに勤務し、仙台宣伝課・東北地区宣伝担当であったが、上述の流れから自分の勤める仙台営業所も閉鎖され、2001年（平成13年）度には本社トライアド宣伝勤務となった。
2002年（平成14年）、小林は独立し、坂本サトルと共に芸能事務所の「ラップランド」を設立した。社名は、坂本サトルが1999年（平成11年）2月に設立したインディーズ・レーベル「LAPLAND」に由来する。2007年12月までは坂本サトルの個人事務所的な業務を行っていた。

## 変遷
- 2002年に神奈川県川崎市に設立。
- 2005年、本社業務を仙台市に移転。
- 2007年12月に坂本が個人事務所「OFFICE mode key」を設立し独立。同社を離れる。

## 現在
現在の業務はCD制作、イベント制作の他、日本クラウン、徳間ジャパンコミュニケーションズ、および、キングレコードの東北地方におけるアウトソーシングを行っている。また、レコードレーベル「LAPLAND」からは、複数のアーティストがCDを発売している。

## LAPLAND
LAPLAND（ラップランド）は、株式会社ラップランドが運営しているインディーズ系レコードレーベル。坂本サトルが1999年（平成11年）2月に設立したレーベルを継承している。
BRIGHT KIDSを扱うことになった際に、子供向けのLAPLAND KIDSも立ち上げている。
LAPLAND
| 発売日                     | タイトル                                                   | 規格品番   |
| 坂本サトル                 | 坂本サトル                                                 | 坂本サトル |
| -------------------------- | ---------------------------------------------------------- | ---------- |
| 2003年03月05日             | プライド                                                   | LLCS-1     |
| 2003年10月08日             | LIVE alone Tour PRIDE 20030226-0531                        | LLCS-2     |
| 2004年02月04日             | 別れの時                                                   | LLCS-4     |
| 2004年04月07日             | LIVE caravan〜Tour PRIDE 完全版20031009-1101               | LLCS-5     |
| 2004年07月07日             | 夜空に咲いた花                                             | LLCS-7     |
| 2004年09月29日             | LIVE alone 2 〜 Tour 新しい世界20040401-0717               | LLCS-8     |
| 2005年02月23日             | LIVEcaravan 2〜with band Tour にぎやかな人々 20040923-1010 | LLCS-10    |
| 2005年06月08日             | 蒼い岸に立つ                                               | LLCS-13    |
| 2006年07月26日             | LIVE alone 3〜 Tour LIVE alone 3 20050502-0710             | LLCS-15    |
| 2007年03月28日             | Singles 1999〜2006                                         | LLCS-17    |
| 2007年10月03日             | 花のとなりで(坂本サトル & ROSYと気のいい仲間達)            | LLCS-18    |
| サトル&アッキー            |                                                            |            |
| 2005年04月01日             | DREAM OF EAGLES〜夢をかなえて                              | LLCS-12    |
| 谷口崇                     |                                                            |            |
| 2005年04月06日             | (1)に戻る                                                  | LLCO-1     |
| 古川昌義                   |                                                            |            |
| 2005年07月27日             | LAYER                                                      | LLCS-14    |
| 山口岩男                   |                                                            |            |
| 2006年06月07日             | Blue Moon                                                  | LLCY-1     |
| ザ・キャプテンズ           |                                                            |            |
| 2006年11月22日             | フユノホタル                                               | LLCP-0001  |
| イケメン'ズ                |                                                            |            |
| 2007年08月22日             | 50m                                                        | LLCW-1     |
| 2007年11月21日             | キラキラ                                                   | LLCW-2     |
| 2008年03月12日             | オタマジャクシ♪                                            | LLCW-3     |
| 原みどり                   |                                                            |            |
| 2008年09月26日             | ジュニジュニパピプペソング〜ジュニ体操のテーマ〜           | LLCJ-1     |
| Mic Breakers               |                                                            |            |
| 2008年12月17日             | 約束をかわそう                                             | LLCS-19    |
| アンディ小山               |                                                            |            |
| 2009年07月22日             | い・の・ち                                                 | LLCS-20    |
| ミッチーチェン             |                                                            |            |
| 2009年11月11日             | 白馬の王子                                                 | LLCE-1     |
| ハレルヤナイナーズ         |                                                            |            |
| 2009年12月02日             | GO! GO! ナイナーズ                                         | LLCS-21    |
| MASARU & PEACHPIE          |                                                            |            |
| 2010年09月29日             | MALDIVES                                                   | LLCM-1001  |
| The黄昏カラアズ            |                                                            |            |
| 2010年10月27日             | 真夜中4時のブルーズ                                        | LLCM-1002  |
| 2011年10月05日             | yes, スバラシき世界                                        | LLCM-1006  |
| 高柳卓也                   |                                                            |            |
| 2010年12月01日             | FADO INACABADO〜終わりなきファド〜                         | LLCI-1001  |
| 貝山幸子                   |                                                            |            |
| 2011年02月23日             | バルバラを歌う "Sachiko chante BARBARA"                    | LLCM-1004  |
| DIGITAL ARTS SENDAI VA2011 |                                                            |            |
| 2011年02月23日             | FOUR STORIES                                               | LLCM-1005  |
| 幹                         |                                                            |            |
| 2011年05月11日             | 声                                                         | LLCN-1003  |
| 伊東洋平                   |                                                            |            |
| 2015年03月25日             | 扉へのヒカリ                                               | LLCS-22    |

LAPLAND KIDS
| 発売日         | タイトル                              | 規格品番    |
| BRIGHT KIDS    | BRIGHT KIDS                           | BRIGHT KIDS |
| -------------- | ------------------------------------- | ----------- |
| 2005年05月25日 | BRIGHT SWING LIVE vol.1 2005.03.27    | LLCK-1001   |
| 2006年05月31日 | BRIGHT SWING LIVE vol.2〜2006.03.26〜 | LLCK-1002   |
| 2007年07月25日 | BRIGHT SWING LIVE vol.3 2007.03.25    | LLCK-1003   |